# Línea 456 (Montevideo)
La línea 456 de la red de transporte urbano de Montevideo une la Ciudad Vieja con la intersección de las avenidas Pedro de Mendoza y de las Instrucciones, destino ubicado en el barrio Boiso Lanza.

## Recorridos
En ambos recorridos circula por los barrios Ciudad Vieja, Centro, Aguada, Arroyo Seco, Reducto, Brazo Oriental, Atahualpa, Cerrito de la Victoria, Pérez Castellanos, Las Acacias, Piedras Blancas, Casavalle y Boiso Lanza.
| Ida - Terminal Ciudadela - Juncal - Piedras - Cerro Largo - Florida - Mercedes - Avenida General Rondeau - General Caraballo - Avenida Agraciada - Salvador García Pintos - Vilardebó - Avenida Millan - Concepción Arenal - Avenida San Martín - Santiago Sierra - Corredor General Flores - Avenida General Flores - Avenida José Belloni - Bartolomé Vignale - Aurelia Ramos de Segarra - Camino Domingo Arena - Luis Gerona Casales - Eduardo Salterain y Herrera - Avenida Don Pedro de Mendoza - Avenida de las Instrucciones - Terminal Mendoza e Instrucciones. | Vuelta - Terminal Mendoza e Instrucciones - Camino Petirossi - Avenida Don Pedro de Mendoza - Eduardo Salterain y Herrera - Luis Gerona Casales - Camino Domingo Arena - Avenida José Belloni - Avenida General Flores - León Pérez - Francisco Romero - Santa Ana - Avenida San Martín - Vilardebó - Salvador García Pintos - General Palleja - Alfredo García Morales - Avenida Agraciada - Paraguay - Avenida del Libertador - Uruguay - 25 de Mayo - Juncal - Terminal Ciudadela |

En los servicios nocturnos el recorrido tiene una leve modificación, dejando de detenerse en la terminal Ciudadela, por lo que extiende  su recorrido hacia la terminal Aduana, ubicada a pocas cuadras, desde donde parten todos servicios durante la noche circulando por las calles Juan Lindolfo Cuestas, Buenos Aires, Florida, San José, Andes y Mercedes para continuar con su recorrido habitual hacia el barrio Boiso Lanza. Los días sábados, domingos y feriados de 09:00 a 17:00 horas acorta recorrido a Palacio de la Luz.